# Ålö, Haninge kommun
För andra betydelser, se Ålö.

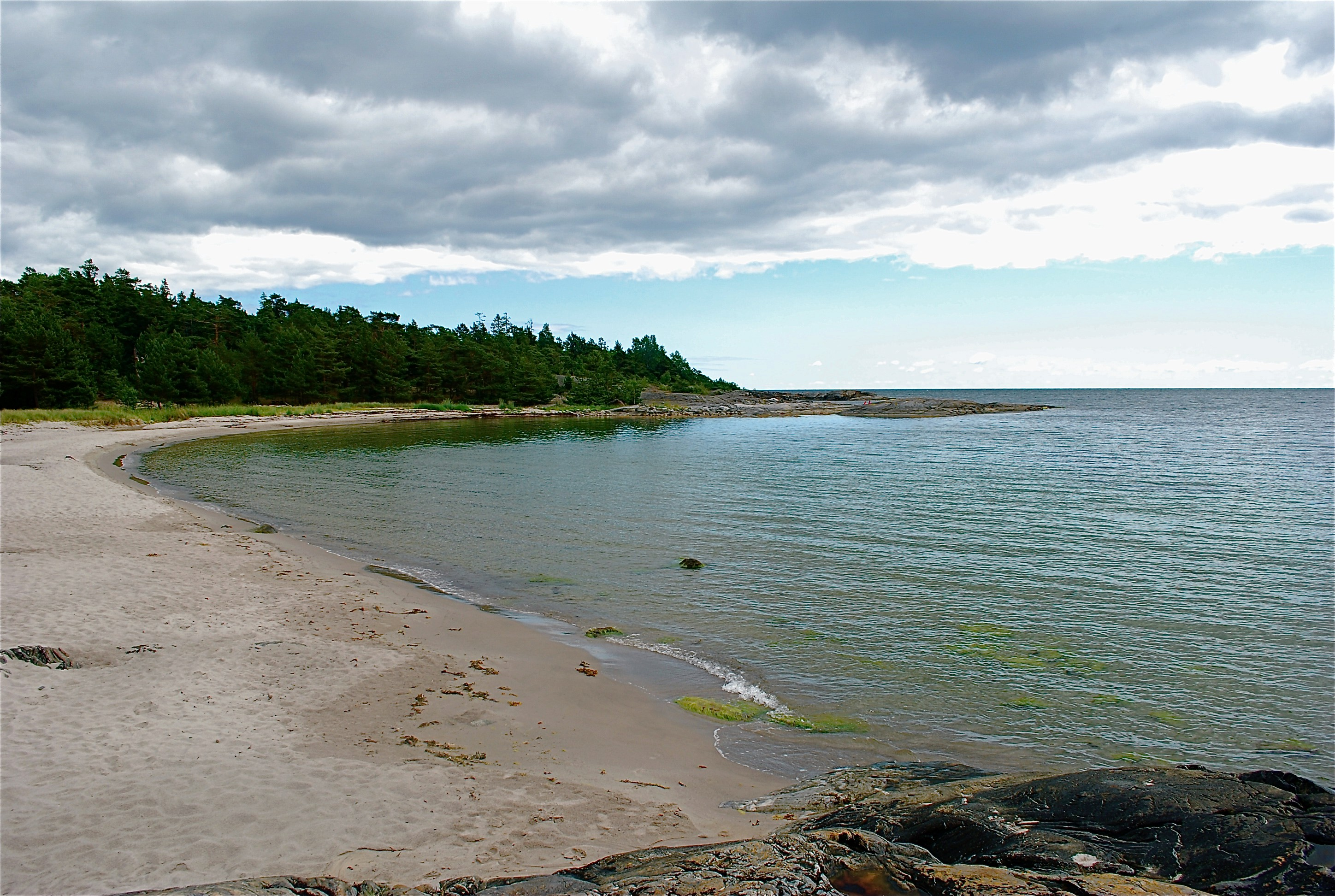
Stranden Storsand på Ålös sydöstra sida, ut mot Östersjön.

Ålö är en ö i södra delen av Stockholms skärgård, belägen mellan Rånö i väst och Utö öst. I norr skiljs ön från Utö endast av ett smalt sund, och det finns en broförbindelse mellan öarna. Ön Stora Björn ligger cirka 1 kilometer sydväst om Ålö, och åt sydöst ligger Östersjön fri mot Baltikum. Ålö har ett rikt växt- och fågelliv, och år 2008 ingår ön i Ålö-Rånö naturreservat.

## Bebyggelse
Ålö hade 2012 18 fastboende. Centralt belägen på ön finns arrendegården Ålö Gård. På södra änden av ön ligger fiskrestaurangen Båtshaket där man kan äta bland annat lax, som tidigare blev odlad i en närbelägen vik. Nu importeras fisken istället från Norge då problem med säl gjorde det omöjligt att fortsätta driva odlingen.[källa behövs] Vid restaurangen, som ligger vid Waxholmsbolagets brygga, finns också en cykeluthyrning. Sommartid är den populär bland turister som cyklar från Ålö till Utö, där de lämnar cyklarna. På öns sydöstra sida finns en stor, hästskoformad sandstrand, kallad Storsand. För övrigt består kustlinjen mest av karga klippor.
Ön omtalas som landmärke i det Danska itinerariet som 'Deinde Olæ'. 1509 erhöll Elin Nilsdotter (Sparre) två gårdar på Ålö som del i sin morgongåva. Gårdarna hörde under resten av 1500-talet till Nynäs gård. På 1670-talet lades gårdarna under säteriet på Rånö.
Bergen på Ålö är malmförande och provbrytning förekom på ön under 1600-talet. 1804 köpte ägarna till Utö gruvor gruvorna på Ålö men någon större produktion kom aldrig i gång. Rester av gruvhål och husgrunder från gruvarbetarbostäderna finns dock ännu kvar vid Kinnekulle. Ett kapell fanns även tidigare på ön. En dopfunt funnen på platsen härrör från mitten av 1400-talet och 1586 lånades en mässhake ut hit från Ösmo kyrka. 1725 var dock kapellet förfallet.